# شبکه آرسنال
شبکه آرسنال یا آرسنال تی‌وی (به انگلیسی: Arsenal TV) یک شبکه تلویزیونی به زبان انگلیسی بود که به باشگاه فوتبال آرسنال تعلق داشت. این شبکه در ۲۰ مارس ۲۰۰۸ تأسیس و در ۹ اوت ۲۰۰۹ بسته شد.